# Grup de reflexie
În teoria grupurilor și geometrie un grup de reflexie este un grup discret care este generat de un set de reflexii într-un spațiu euclidian finit-dimensional. Grupul de simetrie al unui politop regulat sau al unei pavări a spațiului euclidian prin copii congruente ale unui politop regulat este în mod necesar un grup de reflexie. Grupurile de reflexie cuprind, de asemenea, grup topologic⁠(d) și grupurile Coxeter cristalografice. În timp ce grupul ortogonal este generat de reflexii (de către teorema Cartan–Dieudonné), el este un grup continuu (un grup Lie), nu un grup discret și este în general considerat separat.

## Definiție
Fie E un spațiu euclidian. Un grup de reflexie finit este un subgrup al grupului liniar general⁠(d) al lui E care este generat de un set de reflexii ortogonale care trec prin hiperplane prin origine. Un grup de reflexie afin este un subgrup discret al grupului afin⁠(d) al lui E care este generat de un set de reflexii afine ale lui E (fără cerința ca hiperplanele de reflexie să treacă prin origine).
Noțiunile corespunzătoare pot fi definite peste alte corpuri, conducând la grupuri de reflexie complexă⁠(d) și analogi ai grupurilor de reflexie pe un corp finit.

## Exemple

### În plan
În bidimensional grupurile de reflexie finite sunt grupurile diedrale, care sunt generate prin reflexiile în două axe care formează un unghi de {\displaystyle 2\pi /n} și corespund diagramei Coxeter {\displaystyle I_{2}(n).} Invers, grupurile punctuale în spațiul bidimensional⁠(d) ciclice nu sunt generate de reflexii și nu conțin reflexii – ele sunt totuși subgrupuri de indice⁠(d) 2 ale unui grup diedral.
Grupurile de reflexie infinite cuprind grupurile de frize {\displaystyle *\infty \infty } și {\displaystyle *22\infty } și grupurile de tapet⁠(d) {\displaystyle **}, {\displaystyle *2222}, {\displaystyle *333}, {\displaystyle *442} și {\displaystyle *632}. Dacă unghiul dintre două drepte este un multiplu irațional al lui π, grupul generat de reflexiile față de aceste drepte este infinit și nediscret, prin urmare, nu este un grup de reflexie.

### În spațiu
Grupurile de reflexie finite sunt grupurile punctuale⁠(d) Cnv, Dnh și grupurile de simetrie ale celor cinci poliedre platonice. Poliedre regulate duale (cubul cu octaedrul, precum și dodecaedrul cu icosaedrul) dau naștere la grupuri de simetrie izomorfe. Clasificarea grupurilor de reflexie finite ale lui R3 este un exemplu în clasificarea ADE⁠(d).

## Relația cu grupurile Coxeter
Un grup de reflexie W admite o prezentare⁠(d) de un tip special, descoperit și studiat de H.S.M. Coxeter. Reflexiile pe fețele unei „camere” fundamentale fixe sunt generatori ri din W de ordinul 2. Toate relațiile dintre ele decurg formal din relațiile
{\displaystyle (r_{i}r_{j})^{c_{ij}}=1,}
exprimând faptul că produsul reflexiilor ri și rj în două hiperplane Hi și Hj care se întâlnesc la un unghi {\displaystyle \pi /c_{ij}} este o rotație cu unghiul {\displaystyle 2\pi /c_{ij}} care fixează subspațiul Hi ∩  Hj al codimensiunii 2. Astfel, privit ca un grup abstract, fiecare grup de reflexie este un grup Coxeter.

## Generalizări
De asemenea, au fost luate în considerare grupurile de izometrie discrete ale varietăților riemanniene⁠(d) mai generale generate de reflexii. Cea mai importantă clasă apare din spații simetrice riemanniene⁠(d) de rang 1: n-sfera Sn, corespunzătoare grupurilor de reflexie finite, spațiul euclidian Rn, corespunzător grupurilor de reflexie afine și spațiul hiperbolic Hn, unde grupurile corespunzătoare sunt numite grupuri de reflexie hiperbolice. În bidimensional, grupurile triunghiurilor⁠(d) cuprind grupuri de reflexie de toate cele trei tipuri.